# Arun Qi
Arun Qi (chorągiew Arun; chiń. 阿荣旗; pinyin: Āróng Qí) – chorągiew w północno-wschodnich Chinach, w regionie autonomicznym Mongolia Wewnętrzna, w prefekturze miejskiej Hulun Buir. W 1999 roku liczyła 341 017 mieszkańców.